# 의형제의 사가
《의형제의 사가》(고대 노르드어: Fóstbrœðra saga 포스트브뢰드라 사가)는 아이슬란드 사가 중 한 작품이다. 11세기 초 아이슬란드에 살았던 토르게이르(Þorgeirr)와 토르모드(Þormóðr)라는 의형제의 행적을 다루고 있다. 토르게리르는 거의 미친 정도로 용맹한 전사로 사람 죽이기를 하찮게 알았다. 토르모드는 보다 복잡한 인물로 전사이며 시인이고 또한 오입쟁이였다. 사가 안에는 토르모드가 지었다는 시가 수록되어 있다.
현재 세 편의 필사본에 사가 내용이 보존되어 있는데, 그 목록은 다음과 같다.
- 하우크의 서(14세기 초기) - 도입부 소실되어 있음
- 모드루벨리르의 서(14세기 중기) - 결말부 소실되어 있음
- 평평한 섬의 서(1390년경)